# Hospital Ipiranga (Porto Alegre)
O Hospital Doctor Clin Porto Alegre é um hospital privado de média e baixa complexidade, localizado na cidade de Porto Alegre, capital do estado brasileiro do Rio Grande do Sul. 
Inaugurado em novembro de 2023, a instituição ocupa o mesmo prédio do antigo Hospital Ipiranga, situado na rua Vicente da Fontoura, n° 1470, esquina com a rua São Francisco, próximo da Avenida Ipiranga, no bairro Santana, o qual passou por ampla reforma e adaptação.

## História
O Hospital Ipiranga S/A era originalmente chamado de "Hospital Santana".
Em 1993, a Polícia Federal descobriu um grande fraude contra a Previdência Estadual do Rio Grande do Sul, no valor de US$ 1 milhão, envolvendo a direção do Hospital Ipiranga e catorze médicos. Umas das técnicas usadas pelos fraudadores consistia em preencher milhares de fichas falsas de atendimento de pessoas fantasmas, com carimbos de médicos que se diziam contratados do hospital, para serem cobrados valores da Previdência. A quadrilha, acusada de estelionato, fraudou cerca de 35 mil boletins médicos.

### Ulbra e fechamento
Em 1994, o Ipiranga foi adquirido pela Universidade Luterana do Brasil (Ulbra), a qual pretendia somar a estrutura à sua rede de hospitais universitários, que abrangia então, em Porto Alegre, o "Hospital Luterano" (mais tarde Unidade Álvaro Alvim, do Hospital de Clínicas) e do Hospital Independência, além do Hospital Universitário de Canoas. Posteriormente, contudo, a instituição acabou reformando o prédio para transformá-lo em albergue estudantil, que jamais entrou em operação. Em 2001, enfrentando sérios problemas financeiros, a Ulbra fechou o hospital.      
O Hospital Independência chegou a oferecer 140 leitos, contando com 1,3 mil m² de área.
Foi a leilão em 22 de outubro de 2009, pelo valor de R$ 4,5 milhões. Em dezembro de 2010, os valores advindos da venda do Ipiranga foram usados para o pagamento da rescisão trabalhista de 954 funcionários dos hospitais da Ulbra.

### Doctor Clin Porto Alegre
Após anos sem ser utilizado, o prédio do antigo Hospital Ipiranga recebeu um investimento de R$ 60 milhões do Grupo Doctor Clin para a inauguração do Hospital Doctor Clin Porto Alegre, o primeiro do grupo.
A nova estrutura conta com Pronto Atendimento Clínico 24 horas, Atendimento Pediátrico, Pronto Atendimento Traumatológico e Atendimento Eletivo para especialidades cirúrgicas, uma Unidade especializada em tratamento oncológico, além de serviços de Endoscopia, Centro de Diagnóstico por Imagem equipado com raio-x, ecografia, mamografia digital, tomografia e ressonância magnética. Em 2024, está prevista a inauguração do Centro Cirúrgico e Unidade de Internação do Hospital.